# Fujiwara no Kiyokawa
Fujiwara no Kiyokawa (藤原清河, [[[706]] - 778] Erro: {{japonês}}: texto da transliteração contém caractere não latino (pos 17) (ajuda)),  também conhecido como Heqing (河清)  foi um embaixador, membro da Corte do período Nara da História do Japão .

## Vida
Kiyokawa era o quarto filho do fundador do Ramo Hokke do Clã Fujiwara, o sangi Fujiwara no Fusasaki 

## Carreira
Em 740, Kiyokawa foi promovido de  Ju roku i jō (従六位上, Oficial sênior de sexto escalão)  para Ju go i ge (従五位下, Oficial júnior de quinto escalão) . Durante o reinado do Imperador Shōmu foi promovido constantemente até que em 746 chegou a Ju shi i no ge (従四位下, Oficial júnior de quarto escalão). Com a ascensão de Imperatriz Koken em 749, foi nomeado Sangi , ultrapassando seu irmão mais velho Nagate na carreira da Corte.
Em 750, Kiyokawa foi embaixador na China de Tang , liderando uma comitiva que era composta por Ōtomo no Komaro e Kibi no Makibi . Antes de sua partida, o Imperador deu-lhe o Setto (節刀, uma espada simbólica)  como sinal de seu comando, e foi-lhe concedido o posto de  Sho shi i ge (正四位下, Oficial de quarto escalão). Ao chegar em seu destino entrou Chang'an e teve uma audiência com o Imperador Xuanzong , que os recebeu como mandava a tradição  .
Na cerimônia de saudação de Ano Novo em 753, as várias nações presentes desejaram votos de melhoras ao Imperador Tang, a delegação japonesa estava sentado na segunda posição, no lado oeste, atrás da delegação do Império Tibetano. Enquanto isso, o  Reino de Silla estava sentado na primeira posição, do lado leste. Komaro protestou, e a delegação japonesa mudou de lugar com a de Silla 
Quase um ano depois, do previsto o grupo de Kiyokawa retorna ao Japão, acompanhado de Abe no Nakamaro , que vivia na China há 35 anos e era um alto funcionário lá também . O monge Jianzheng quis acompanhá-los, mas como o governo Tang havia proibido sua saída da China, Kiyokawa recusou. No entanto, Komaro o colocou clandestinamente a bordo. Seus navios partiram de Yangzhou , mas o barco que transportava Kiyokawa e Nakamaro recebeu um forte vento e foi parar em terras mais ao sul, na Costa de Annam, no que é hoje o norte do Vietnã  . Os nativos atacaram o navio, matando boa parte de sua tripulação. Kiyokawa e Nakamaro mal escaparam com vida . O segundo navio, transportando Jianzheng, chegou ao Japão sem acidentes. Em 755, Kiyokawa e Nakamaro conseguiram retornar a Chang'an. Kiyokawa assumiu o nome Heqing de estilo Tang, e tornou-se Hishokan (秘書監, chefe da auditoria) .
Em 759, uma delegação chefiada por Kō Gendo chegou à China vinda do Reino de Balhae para buscar Kiyokawa. No entanto, como a China estava sendo ameaçada pela Rebelião de An Lushuan, a Corte de Tang proibiu seu retorno, devido ao perigo das estradas . Em 763, Kiyokawa ainda estava na China, quando a Corte Japonesa nomeou-o governador da província de Hitachi , e em 764  promovido a Ju san mi (従三位, Oficial de terceiro escalão) .
Incapaz de voltar ao Japão, Kiyokawa passou uma década na China antes que outro enviado japonês chegasse em 777. Em 778 Kiyokawa morreu, ainda na China. A Corte Tang concedeu-lhe o posto póstumo de Lù zhōu dà dūdū (路州大都督, grande governador-geral de Luzhou) . 